# Renato Gomez de Ayala
Renato Gomez de Ayala (Napoli, 23 novembre 1912 – Benafer, 23 luglio 1938) è stato un militare italiano, decorato con la medaglia d'oro al valor militare alla memoria nel corso della guerra di Spagna.

## Biografia
Nacque a Napoli il 23 novembre 1912,  figlio di Roberto e Maria Cuccurullo. Studente dell'Istituto tecnico di Napoli, si arruolò volontario nel Regio Esercito, arma di fanteria e nel maggio 1931 fu ammesso a frequentare la Scuola allievi sottufficiali di complemento di Casagiove dove fu nominato sergente nel 1º Reggimento bersaglieri nel marzo 1932. Posto in congedo nel maggio dell'anno successivo, fu richiamato in servizio per un mese nel febbraio 1937 a seguito della nomina a sottotenente di complemento nel 1º Reggimento bersaglieri. Richiamato a domanda in servizio attivo nell'ottobre 1937 fu inviato a combattere nella guerra di Spagna, assumendo il comando del plotone arditi del Battaglione mitraglieri "Palella". Cadde in combattimento sulla alture di Benafer il 23 luglio 1938, e fu decorato con la medaglia d'oro al valor militare alla memoria. Una via di Napoli porta il suo nome.

### Fonti
1. ↑  Gruppo Medaglie d'Oro al Valore Militare 1965, p. 325.
2. 1 2 3 4 5  Combattenti Liberazione.
3. ↑   Medaglia d'oro al valor militare Gomez de Ayala Renato, su quirinale.it, Quirinale. URL consultato l'11 febbraio 2023.
4. ↑  Registrato alla Corte dei conti lì 11 settembre 1939,  guerra registro n. 30, foglio 91.